# 法代·格列博夫
法代·格列博夫 (俄语：Фадде́й Льво́вич Гле́бов，1887年6月25日—1945年10月23日)，生於現今的哈薩克斯坦境內，是一位俄国白军军官以及遠東哥薩克軍團首領，曾參與第一次世界大战以及俄国内战。1923年9月14日，法代·格列博夫率領下屬乘坐俄國海军舰艇前往上海法租界居住。五卅運動發生後英国人讓法代·格列博夫筹组一支上海白俄武装，这支武装受到上海租界当局的资助。1927年1月，由於恰逢北伐戰爭以及國民革命軍逼近上海，上海租界當局擔心上海租界安危，於是組建萬國商團俄國分隊，並且讓法代·格列博夫的260名原下屬加入。四一二事件時上海白俄武装又受到蔣介石领导的南京国民政府的支持。1931年，法代·格列博夫募资10万银元建造了上海圣尼古拉堂。1934年1月28日，法代·格列博夫當選上海俄僑公共聯合會會長。法代·格列博夫去世後埋葬在靜安公園。